# Speerblumen
Speerblumen (Doryanthes), auch Flammenlilien genannt, ist die einzige Gattung der monotypischen Familie der Doryanthaceae innerhalb der Einkeimblättrigen Pflanzen (Liliopsida), es gibt nur drei Arten in der Gattung bzw. Familie. Sie hat Areale nur im östlichen Australien in den Provinzen Queensland und New South Wales. Sie werden auch als Zierpflanzen genutzt.

## Beschreibung
Es sind sehr große, mehrjährige krautige Pflanzen, die Rosetten ausbilden. Die Pflanzen bilden Knollen als Überdauerungsorgane. Die stiellosen Laubblätter sind einfach, linealisch und parallelnervig.
Die Blütenstände sind verzweigt und haben viele Hochblätter. Auf den Blütenständen werden manchmal Brutknollen gebildet. Die großen zwittrigen, mehr oder weniger zygomorphen Blüten sind dreizählig und 10 bis 15 cm lang. Die sechs gleichgestalteten Blütenhüllblätter (Tepalen) sind nicht verwachsen. Es sind sechs Staubblätter vorhanden. Die drei Fruchtblätter sind zu einem unterständigen Fruchtknoten verwachsen. Sie werden von Vögeln bestäubt (Ornithophilie) und dafür bilden sie wie bei vogelbestäubten Pflanzen üblich viel Nektar (bei Doryanthes palmeri bis zu 10 ml pro Tag). Sie stellen den Vögeln Lande- und Sitzplätze zur Verfügung, solche Arten werden blütenökologisch „Sitzvogelblumen“ genannt. Sie bilden dreikammerige Kapselfrüchte. Die Samen können geflügelt oder ungeflügelt sein.
Ein massenhaftes Blühen wird beobachtet nach Buschfeuern, die Speerblumen dank ihrer Knollen unbeschadet überstehen.

## Arten
In der Gattung Doryanthes gibt es zwei Arten:    
- Doryanthes excelsa Corrêa: Sie kommt nur im östlichen New South Wales vor;[1]
- Doryanthes palmeri W.Hill ex Benth.: Sie kommt vom südöstlichen Queensland bis zum nordöstlichen New South Wales vor.[1]

## Bilder
Doryanthes excelsa:

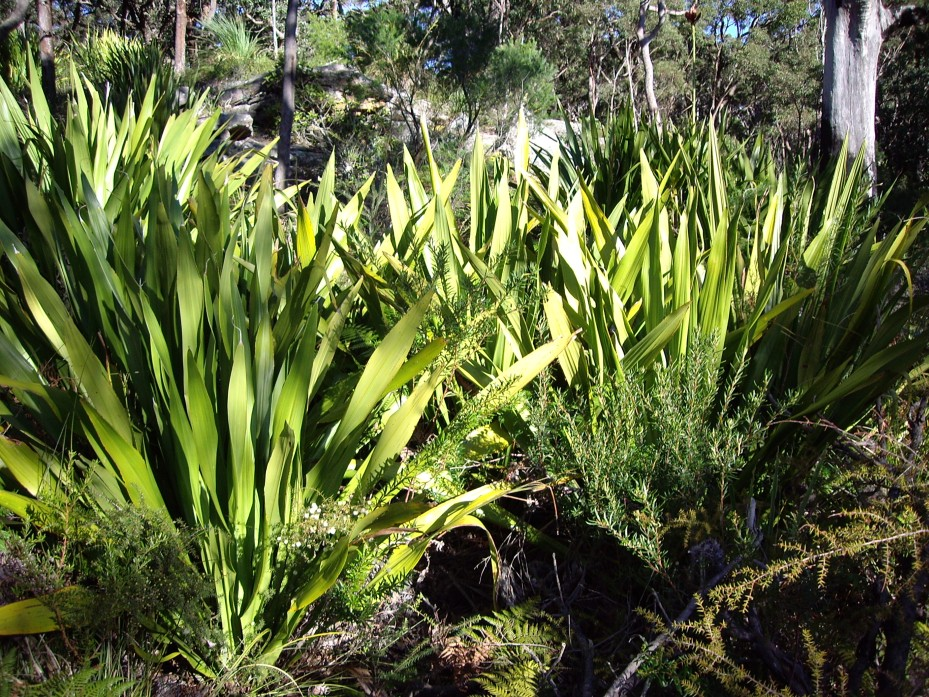
Schwertförmige Blätter
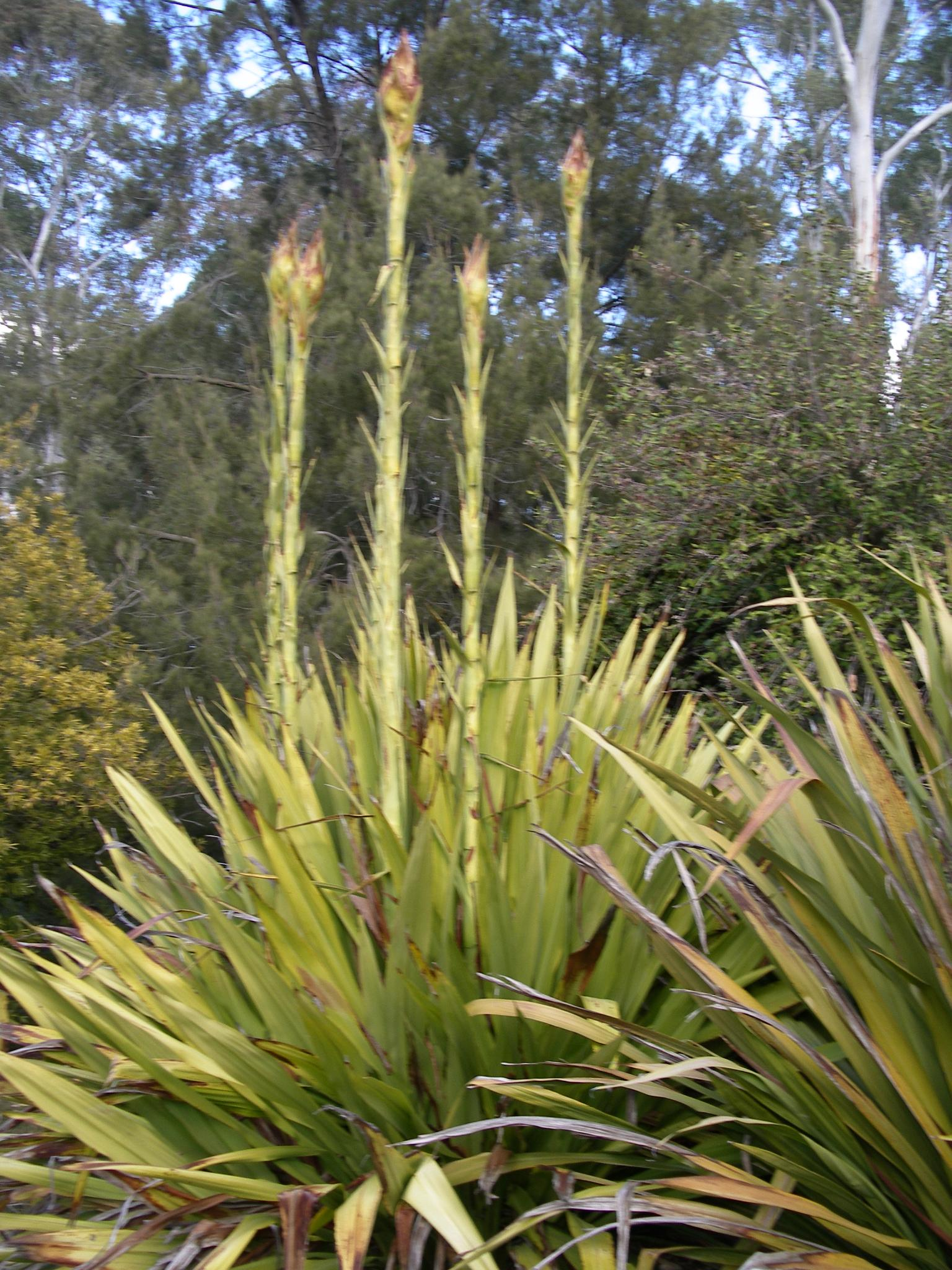
Habitus und junge Blütenstände
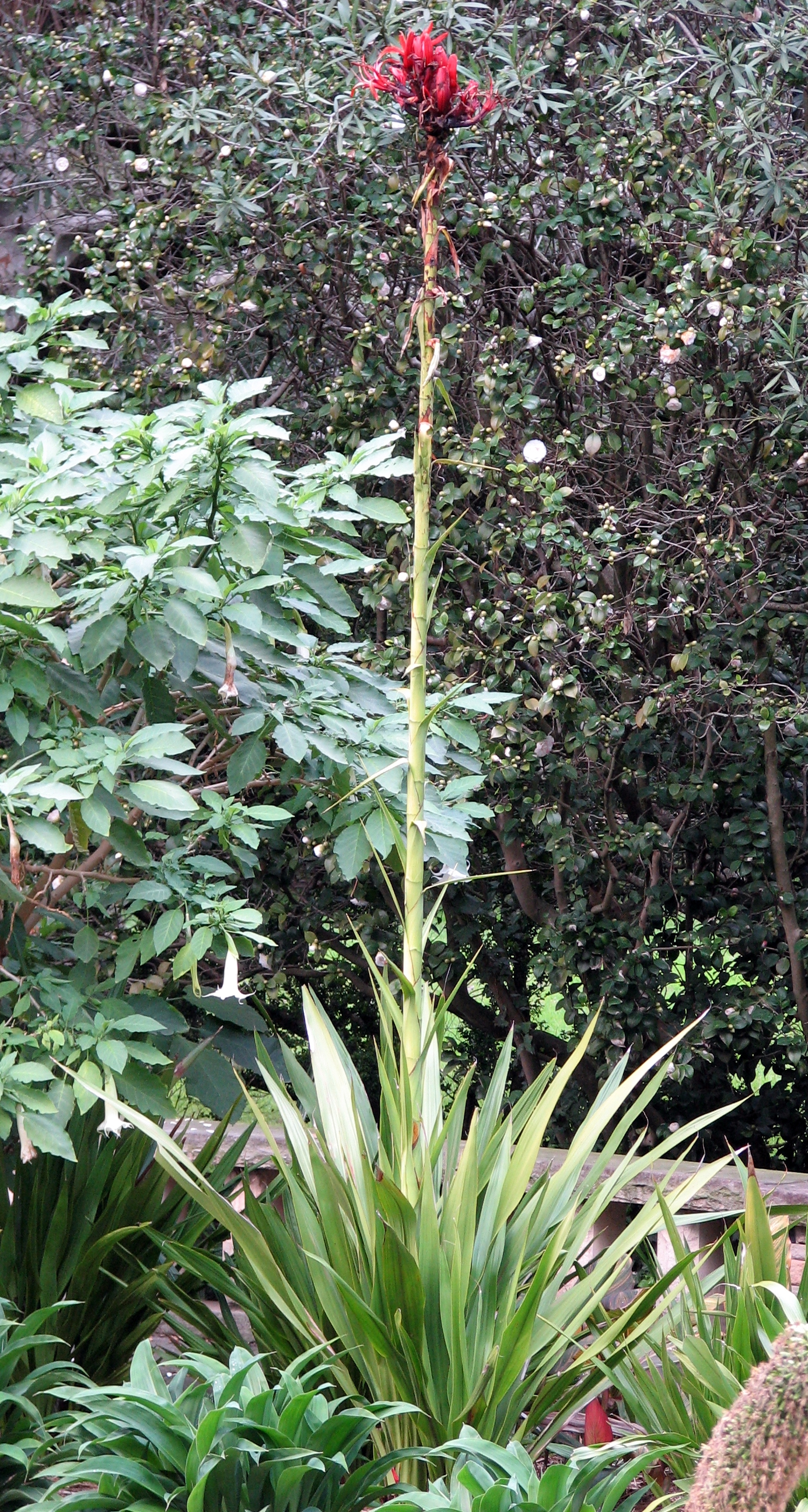
Habitus und Blütenstand
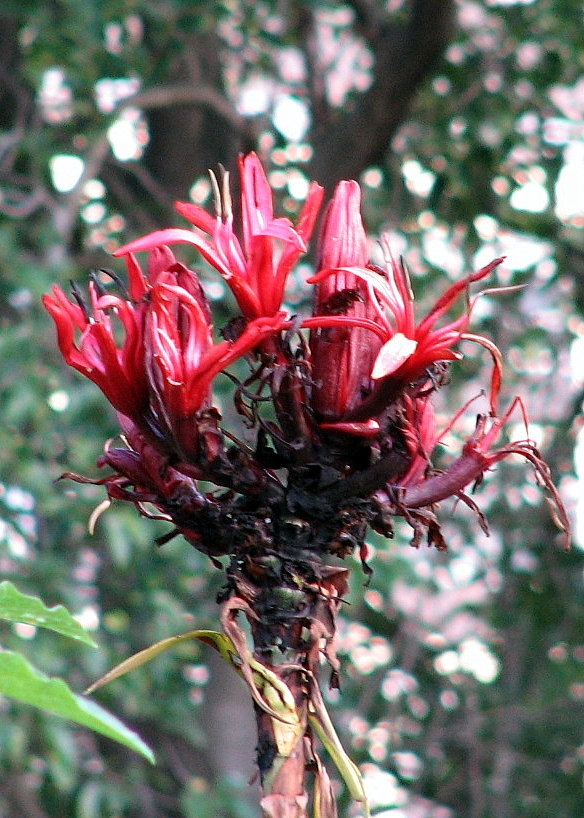
Blütenstand